# Kunstverein Speyer
Der Kunstverein Speyer ist ein im Jahr 1968 gegründeter deutscher Kunstverein in Speyer, der Ausstellungen mit Werken von nationalen und internationalen bildenden Künstlern veranstaltet.

## Geschichte
Eine Gruppe von 170 Kunstinteressierten gründete am 20. März 1968 den Verein, der bis 2020 auf 700 Mitglieder angewachsen ist. Im Mai 1968 wurde die erste Ausstellung eröffnet. Von 1977 bis 1999 war das 1895 erbaute „Blaue Haus“ nahe der Innenstadt von Speyer das vom Verein für Ausstellungen genutzte Gebäude. Der in der Altstadt liegende Kulturhof Flachsgasse bietet seit 2001 großzügige Ausstellungsräumlichkeiten, die der Kunstverein für die Veranstaltung von acht bis zehn Ausstellungen zeitgenössischer Kunst nutzt, zum Teil in Zusammenarbeit mit der Städtischen Galerie. Außerdem organisiert der Kunstverein regelmäßig kulturelle Veranstaltungen. Die Chronik der Ausstellungen wurde in 45 Jahre Kunstverein Speyer zusammengestellt und 2015 herausgegeben. Eine digitalisierte Liste der Ausstellungen ab 2004 findet sich auf dem Kunstportal Pfalz.

## Ausstellungen ab 2015 (Auswahl)
- 2015: Wagnis Wahrheit – Max Kaminski[6]
- 2015: Blütezeit – Maria Maier[7]
- 2016: BASICS – Werner Neuwirth, Matthias Will, Gerd Winter[8]
- 2016: light + shadow –  Wichtendahl Galerie, Berlin, Annette Schröter, Silvia Schreiber, Esther Glück, Katharina Meister, Tilmann Zahn, Dörthe Bäumer, Alexandra Deutsch, Reinhard Wöllmer, Katrin Günther, Rosa M Hessling, Nicole Ahland.
- 2017: Hans-Purrmann-Preis 2017; mit der Städtischen Galerie
- 2017: Ausblicke – Manuel Thomas
- 2017: Stadtleben | Citylife – Rosa Lachenmeier[9]
- 2017: Sichten und Fluchten – Heiko Börner, Elke Zauner[10]
- 2018: 4 x GOETZE – Eine Künstlerfamilie, Wasja Götze, Inge Götze, Moritz Götze, Grita Götze.[11]
- 2018: Die Summe meiner Daten – Elias Wessel[12]
- 2019: Hans-Purrmann-Preis 2019; Ausstellung der Preisträger
- 2019: Digital Divide – Andreas Lau, Römer + Römer, Nick Fudge[13][14]
- 2020: Never Stop……Telling Stories – Martin Scholten, Hauke Jessen
- 2020: 75 Jahre Pfälzische Sezession; in Cooperation mit der Städtischen Galerie
- 2021: Close Strangeness, Franziska Rutishauser[15][16]
- 2022: Arvid Boecker, Anne Haring – Silent Field[17]
- 2022: Franz Stanislaus Mrkvicka – eintauchen in farbe und struktur: spaziergang mit der brille des herrn m.[18]
- 2022: Nicole Ahland – Raumbefragung[19]
- 2022: Tomomi Morishima – Lichtung[20]